# Кочергина, Наталья Николаевна
Наталья Николаевна Кочергина (29 ноября 1939, г. Ленинград, РСФСР, СССР) — советский и российский художник-постановщик, художник по костюмам. Лауреат премий «Ни́ка» и «Золотой овен». Народный художник Российской Федерации (2004).

## Биография
Родилась 29 ноября 1939 года в Ленинграде.
В 1963 году окончила постановочный факультет Ленинградского государственного института театра, музыки и кинематографии (ЛГИТМиК) (мастерская Н. П. Акимова). Работала художником-постановщиком в театрах Ульяновска и Казани.
В кино дебютировала на киностудии «Ленфильм» в 1967 году в качестве ассистента художника по костюмам в фильме «Гроза над Белой» (1968). С 1969 года — художник по костюмам («Берег юности»). Затем по её эскизам и при её непосредственном участии шились костюмы для главных героев фильмов «Старые стены» (1973), «Под каменным небом» (СССР/Норвегия) (1974), «Золотая мина» (1977), «Клуб самоубийц, или Приключения титулованной особы» (1979—1980).
Во второй половине 1980-х годов Н. Н. Кочергина решила попробовать себя в качестве художника-постановщика. Её первым опытом в новой профессии стал полнометражный художественный фильм «Продление рода» (1988). Как художник-постановщик Наталья Кочергина добилась больших успехов, подтверждением чему стали кинопремии «Золотой овен» и «Ника» за «Лучшую работу художника» в фильме «Телец» (2000), а также премия «Золотой овен» за «Лучшую работу художника-постановщика» в фильме «Отец и сын» (2003).
Художник-постановщик телепрограммы «Хамелеон» (1997—1998, РТР).

## Фильмография

#### Художник по костюмам
1. 1968 — Скрытый враг (реж. Николай Розанцев)
2. 1969 — Берег юности  (реж. Лев Цуцульковский)
3. 1969 — Развязка (реж. Николай Розанцев)
4. 1971 — Расскажи мне о себе  (реж. Сергей Микаэлян)
5. 1972 — Карпухин  (реж. Владимир Венгеров)
6. 1973 — Старые стены  (реж. Виктор Трегубович)
7. 1974 — Под каменным небом  (СССР/Норвегия) (реж. Курт Андерсен, Игорь Масленников)
8. 1976 — Семьдесят два градуса ниже нуля  (реж. Сергей Данилин, Евгений Татарский)
9. 1977 — Вторая попытка Виктора Крохина  (реж. Игорь Шешуков)
10. 1977 — Золотая мина  (ТВ) (реж. Евгений Татарский)
11. 1978 — Комиссия по расследованию  (реж. Владимир Бортко)
12. 1979—1980 — Клуб самоубийц, или Приключения титулованной особы  (ТВ) (реж. Евгений Татарский)
13. 1980 — Свет в окне  (ТВ) (реж. Аян Шахмалиева)
14. 1981 — Без видимых причин  (реж. Евгений Татарский)
15. 1983 — Обрыв  (реж. Владимир Венгеров)
16. 1984 — Аплодисменты, аплодисменты...  (реж. Виктор Бутурлин)
17. 1984 — Колье Шарлотты  (ТВ) (реж. Евгений Татарский)
18. 1985 — Подсудимый  (реж. Иосиф Хейфиц)

#### Художник-постановщик
1. 1988 — Продление рода (реж. Игорь Масленников)
2. 1989 — Филипп Траум (ТВ) (реж. Игорь Масленников)
3. 1990 — Зимняя вишня 2 (реж. Игорь Масленников)
4. 1990 — Ленинград. Ноябрь (Германия/СССР) (реж.  Олег Морозов, Андреас Кристоф Шмидт)
5. 1989 — Музыкальные игры (реж. Виталий Аксёнов)
6. 1992 — Тьма (СССР/Франция) (реж. Игорь Масленников)
7. 1993 — Над тёмной водой (СССР/Германия) (реж. Дмитрий Месхиев)
8. 1993 — Тюремный романс (реж. Евгений Татарский)
9. 1994 — Колесо любви (реж. Эрнест Ясан)
10. 1994 — Исповедь незнакомцу (Россия/Франция/Италия), совместно с совместно с Сергеем Шемякиным) (реж. Жорж Бордевиль)
11. 1995 — Зимняя вишня (ТВ, все 8 серий перемонтированы и досняты на видео, совместно с Беллой Маневич-Каплан (реж. Игорь Масленников)
12. 1996 — Театр Чехонте. Картинки из недавнего прошлого (фильм-спектакль) (реж. Игорь Масленников)
13. 1997 — Американка (реж. Дмитрий Месхиев)
14. 1997 — Бомба (реж. Дмитрий Месхиев)
15. 1998 — Горько!!! (реж. Юрий Мамин, Аркадий Тигай)
16. 1999 — Женская собственность (реж. Дмитрий Месхиев)
17. 2000 — Агент национальной безопасности 2 телесериал, совместно с Эдуардом Орманом, Татьяной Ёжкиной (реж. Дмитрий Светозаров)
18. 2000 — Телец (реж. Александр Сокуров)
19. 2001 — Механическая сюита (реж. Дмитрий Месхиев)
20. 2002 — Прикованный (Россия/Беларусь) (реж. Валерий Рыбарев)
21. 2003 — Небо и земля (ТВ) (сериал) (реж. Виктор Сергеев)
22. 2003 — Особенности национальной политики, совместно с Александром Загоскиным (реж. Дмитрий Месхиев, Юрий Конопкин)
23. 2003 — Отец и сын (Германия/Россия/ Франция/Нидерланды/Италия) (реж. Александр Сокуров)
24. 2002 — Русский ковчег, совместно с Еленой Жуковой) (реж. Александр Сокуров)
25. 2004 — Вечные вариации (Новелла первая — «Демон») (анимационно-игровой) (реж.  Ирина Евтеева)
26. 2005 — Лабиринты разума (сериал) (фильм № 1 — «Абадонна») (реж. Виктор Гончар)
27. 2005 — Лабиринты разума (сериал) (фильм № 7 — «Монетка») (реж. Виктор Татарский)
28. 2005 — Пари (сериал) (реж. Борис Павлов-Сильванский)
29. 2005 — Принцесса и нищий (сериал) (реж. Дмитрий Месхиев)
30. 2006 — Свой-Чужой (сериал), совместно с Викторией Ермаковой (реж. Сергей Попов)
31. 2006 — Час пик (реж. Олег Фесенко)
32. 2007 — 7 кабинок (реж. Дмитрий Месхиев)
33. 2007 — Поводырь (реж. Александр Хван)
34. 2008 — Дилер (сериал) (реж. Виктор Бутурлин, Алексей Лебедев)
35. 2007 — Сайд-степ (реж. Марина Мигунова)
36. 2009 — Буратино, совместно с Людмилой Веселовой (Россия/Эстония) (реж. Расмус Меривоо)
37. 2009 — Вербное воскресенье (сериал) (реж. Антон Сиверс)
38. 2009 — Маленькие трагедии (анимационно-игровой) (реж. Ирина Евтеева)
39. 2010 — Бриллианты. Воровство (короткометражный), совместно с Дмитрий Алексеев, Надеждой Васильевой (реж. Рустам Хамдамов)
40. 2010 — Дочь якудзы, совместно с Константин Мельников (реж. Сергей Бодров (ст.), Гульшад Омарова)
41. 2010 — Любовь без правил (ТВ) (реж. Дмитрий Светозаров)
42. 2011 — Дом на обочине (реж. Антон Сиверс)
43. 2011 — Небесный суд (реж. Алёна Званцова)

#### Художник-декоратор
1. 1996 — Анна Каренина  (США) (реж. Бернард Роуз)

## Участие в фильмах
1. 2009 — Старые стены. Другая Гурченко (фильм из цикла «Истории и легенды Ленфильма». (На сайте телеканала «100 ТВ» — Как снимали фильм «Старые стены».) (реж. Мария Афанасьева)
2. 2009 — Телец. Неканонический Ленин] (фильм из цикла «Истории и легенды Ленфильма». (На сайте телеканала «100 ТВ» — Как снимали фильм «Телец».) (реж. Мария Афанасьева)

## Признание и награды
- 1997 — Звание Заслуженный художник Российской Федерации
- 2000 — Конкурс профессиональных премий киностудии «Ленфильм» «Медный всадник» — премия имени Евгения Енея за лучшую работу художника-постановщика (фильм «Телец»)
- 2001 — Премия «Золотой овен» за лучшую работу художника-постановщика (фильм «Телец»)
- 2001 — Премия Российской Академии кинематографических искусств «Ни́ка» за лучшую работу художника (фильм «Телец»)
- 2003 — Премия «Золотой овен» за лучшую работу художника-постановщика (фильм «Отец и сын»)
- 2004 — Звание Народный художник Российской Федерации